# Casa de la Rúbia
Casa de la Rúbia és un edifici al municipi de Vilafranca del Penedès inclòs en l'Inventari del Patrimoni Arquitectònic de Catalunya. La construcció és dins del recinte fortificat durant la Primera Guerra Carlina (Guerra dels Set Anys) i entre altres cases populars. Edifici entre mitgeres i d'una crugia. Consta de planta baixa i un pis, amb coberta de teula àrab. Hi ha una finestra rectangular al pis i el portal d'arc de mig punt adovellat. La seva particularització no té cap altre valor que el d'exemple. Aquesta tipologia és també usual en altres carrers de Vilafranca. En el mateix carrer de Montserrat poden trobar-se mostres d'aquesta tipologia d'arquitectura popular, als núms. 10 i 12.